# White, South Dakota
White är en ort i Brookings County i delstaten  South Dakota, USA.